# Colobanthus caespitosus
Colobanthus caespitosus là loài thực vật có hoa thuộc họ Cẩm chướng. Loài này được Colenso mô tả khoa học đầu tiên năm 1894.